# Nicocles van Salamis
Koning Nicocles van Salamis ca 374 v.Chr. - ca. 355 v.Chr. was een Griekse heerser over het eiland Cyprus uit het huis van Teucris.
Hij volgde zijn vader op nadat deze en zijn oudere broer Pnythagoras door een eunuch aan het hof omgebracht waren. Nicocles was een leerling van de redenaar Isocrates en gaf deze de opdracht een lofrede op zijn vader te schrijven. Later schreef de redenaar ook een boek Aan Nicocles dat vooral een vermaning en belering was aan de jonge koning hoe hij zich als ideaal Helleens vorst te gedragen had. Zijn vader had een agressieve politiek gevoerd en het geweld daarbij niet geschuwd, het hof van Nicocles stond echter vooral bekend om zijn pracht en praal.  Uiteindelijk werd hij vermoord en opgevolgd door Evagoras II, zijn jongere broer en mogelijk ook moordenaar.